# Article 37-1 de la Constitution de la Cinquième République française
Article 37 Article 38
« La loi et le règlement peuvent comporter, pour un objet et une durée limités, des dispositions à caractère expérimental. »
— Article 37-1 de la Constitution du 4 octobre 1958

## Histoire et application
Cet article a été introduit par la révision constitutionnelle du 28 mars 2003. Elle fait suite à la décision 93-322 DC du 28 juillet 1993 rendue par le Conseil constitutionnel et dans laquelle il reconnaît la possibilité, pour le Législateur, de procéder à des expérimentations dans un cadre strict. Cet article doit être combiné avec le quatrième alinéa de l'article 72 de la Constitution qui autorise l'expérimentation par les collectivités territoriales.